# Чапля
Ча́пля (Ardea) — рід птахів родини чаплевих (Ardeidae).

## Етимологія
Слово чапля походить від прасл. čapja, утвореного з дієслова čapati («чапати», «чалапати», «ходити з плескотом»), що пов'язане з характерними особливостями її пересування на мілководді.

## Спосіб життя
Представники родини мешкають у водно-болотних біотопах. Довжина від голови до хвоста до 137 см, вага до 3,6 кг (Велика блакитна чапля). Живиться рибою, земноводними, рептиліями та іншими дрібними тваринами.
Представники більшості видів мають на потилиці добре розрізнюваний жмут пір'я, що заходить назад.

## Види
Види чапель за версією IOC World Bird List (версія 8.2):
- Чапля північна (Ardea herodias)
  - A. h. fannini
  - A. h. wardi
  - A. h. herodias
  - A. h. occidentalis
  - A. h. cognata
- Чапля сіра (Ardea cinerea) — поширена по всій Україні
  - A. c. cinerea
  - A. c. jouyi
  - A. c. monicae
  - A. c. firasa
- Чапля-велетень (Ardea goliath) — найбільша за розмірами представниця родини чапель
- Кокої (Ardea cocoi)
- Чапля білошия (Ardea pacifica)
- Чапля чорноголова (Ardea melanocephala)
- Чапля мадагаскарська (Ardea humbloti)
- Чапля білочерева (Ardea insignis)
- Чапля суматранська (Ardea sumatrana)
- Чапля руда (Ardea purpurea ) — селиться у водоймищах лісостепу й степу
  - A. p. purpurea
  - A. p. bournei
  - A. p. madagascariensis
  - A. p. manilensis
- Чепура велика (Ardea alba) — гніздовий птах водойм більшої частини країни
  - A. a. alba
  - Східна велика біла чапля (Ardea alba modesta) — підвид великої білої чаплі, що живе в Індії, Південно-Східній Азії і в Океанії
  - Ardea alba egretta Gmelin, 1789 — підвид великої білої чаплі, що живе в Америці
  - Ardea alba melanorhynchos Wagler, 1827 — підвид великої білої чаплі, що живе в Африці
- Чепура середня (Ardea intermedia) — поширена у Східній Африці, Південній Азії до Австралії
  - Egretta intermedia brachyrhyncha — підвид середньої білої чаплі, проживає в Африці на південь від Сахари
  - Egretta intermedia intermedia — підвид середньої білої чаплі, проживає у Східній Азії
  - Egretta intermedia plumifera — підвид середньої білої чаплі, проживає в Південно-Східній Азії, Новій Гвінеї й Австралії